# Josef Tal
Josef Tal, ook Yosef Ṭal en Joseph Tal, Hebreeuws: יוסף טל, geboren als Josef Grünthal, (Pinne, nu: Pniewy, 50 km westelijk van Poznań, 18 september 1910 – Jeruzalem, 25 augustus 2008) was een Israëlisch componist, dirigent, muziekpedagoog, musicoloog, pianist en harpist. Josef Tal wordt in Israël beschouwd als een aan de Centraal-Europese traditie verplichte componist. In tegenstelling tot zijn vele Joodse tijdgenoten nam hij niet aan de ontwikkeling van een op identiteit georiënteerde nationale stijl deel.

## Levensloop

### Jeugd

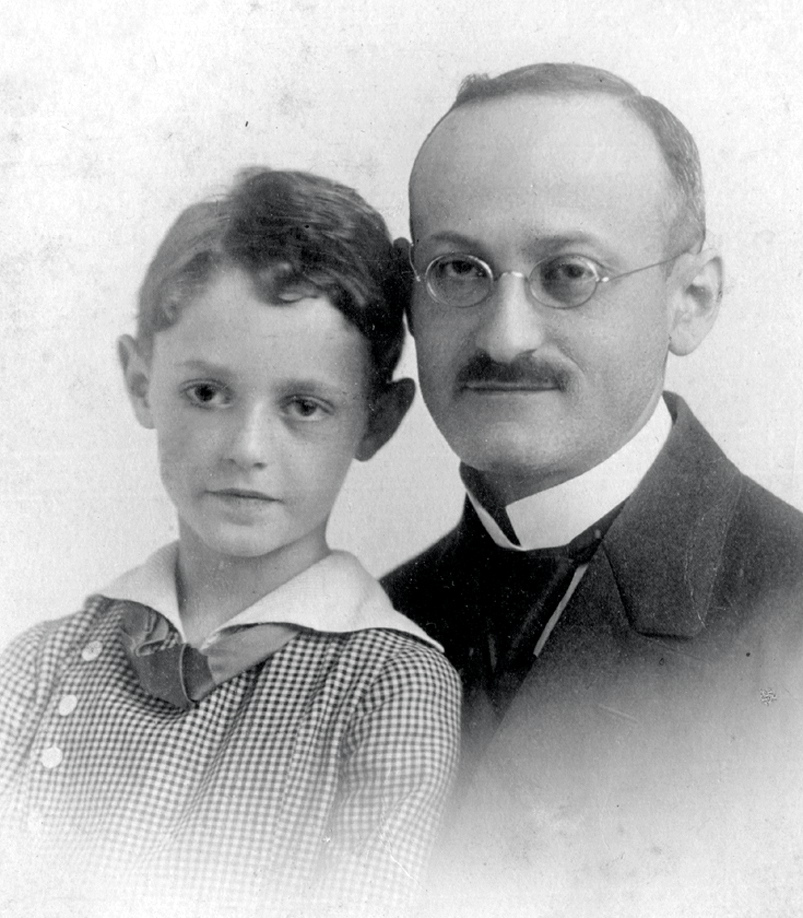
Josef Tal met zijn vader Julius Grünthal

Zijn vader was de wetenschappelijk actieve rabbijn Julius Grünthal. De familie - vader, moeder Ottilie en oudere zus Grete, vertrok in 1911 naar Berlijn, waar zij een privé-weeshuis voerde. Rabbijn Julius Grünthal was een docent aan de Hochschule für die Wissenschaft des Judentums, gespecialiseerd in filologie en oude talen.

### Opleiding/studie
Tal studeerde in Berlijn aan de Staatliche Akademische Hochschule für Musik onder andere bij Max Trapp (piano en compositie), Heinz Thiessen (muziektheorie), Max Saal (harp), Curt Sachs (instrumentatie), Fritz Flemming (hobo), Georg Schünemann (muziekgeschiedenis), Charlotte Pfeffer en Siegfried Borris (gehooropleiding), Siegfried Ochs (koorzang), Leonid Kreutzer (piano methodologie) en Julius Prüwer (orkestdirectie). Later studeerde hij ook bij Paul Hindemith (compositie en muziektheorie). Deze beval hem Friedrich Trautwein aan, de directeur van de elektronische-muziekstudio. Tal studeerde af in 1931.
Een jaar later huwde hij met de danseres Rosie Löwenthal.
Hij werkte als pianoleraar en begeleidde dansers, zangers en stomme films in de bioscopen. Maar de nazi's maakten hem al spoedig werkloos. Hij begon aan een studie fotografie in de school van Reimann en behaalde het diploma met het doel, zo spoedig mogelijk een toelating voor de emigratie naar Palestina te krijgen.

### Palestina
De jonge familie emigreerde in 1934 met haar zoon Re'uven naar Palestina. Voor korte tijd werkte hij als fotograaf in Haifa en Hadera. De familie vertrok later naar de kibboets Gesher, waar Tal tijd had om zich op zijn muziek te concentreren.

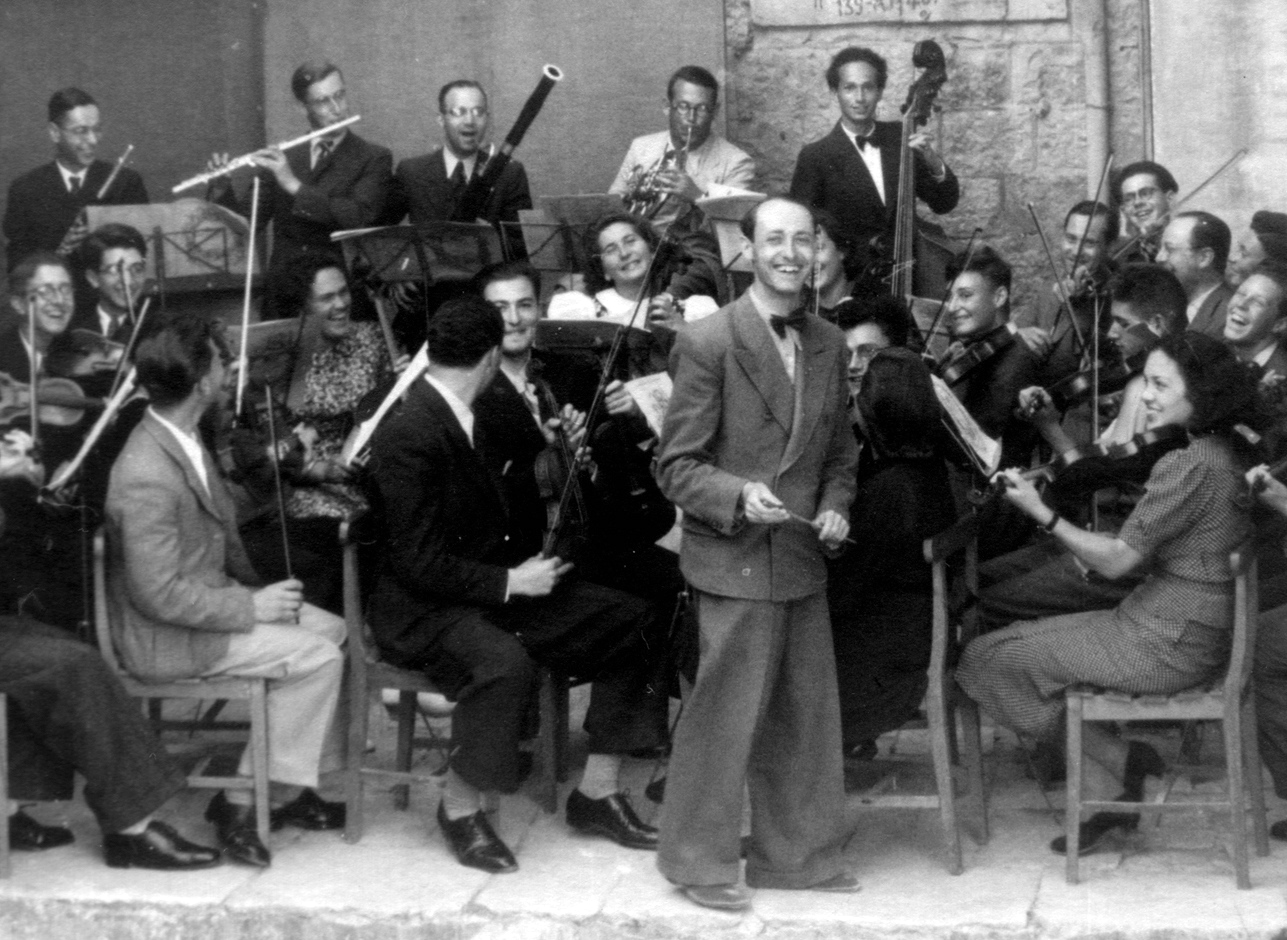
Josef Tal met het orkest van het Palestijnse conservatorium (1939)

Maar de sociale samenleving in de kibboets was niet wat de familie zich ervan had voorgesteld en daarom vertrok zij opnieuw naar Jeruzalem, waar Tal zowel beroepsmatig als ook sociaal relaties kon leggen. Hij werkte als pianist, gaf pianolessen, maar speelde ook harp in het nieuw opgerichte Palestijns Orkest, de voorloper van het Israëlisch Philharmonisch Orkest. In 1937 ging het echtpaar uit elkaar.

### Musicus en leraar
Op uitnodiging van Emil Hauser werd Tal op 26-jarige leeftijd docent voor piano, muziektheorie en compositie aan het Palestijns conservatorium. In 1948 werd hij directeur van de Jeruzalem Academie voor muziek, een functie die hij tot 1952 vervulde. In 1940 huwde Tal de beeldhouweres Pola Pfeffer.
In 1951 werd hij lector aan de Hebreeuwse Universiteit van Jeruzalem in Jeruzalem, waar hij in 1961 het Centrum voor elektronische muziek in Israël oprichtte. Hij publiceerde academische artikelen en schreef verschillende bijdragen voor de Encyclopaedia Hebraica. In 1965 werd hij professor en later hoofd van de musicologie-afdeling van de Hebreeuwse Universiteit van Jeruzalem. Hij hield deze functie tot 1971. Tot zijn bekendste leerlingen behoren onder andere: Ben-Zion Orgad, Robert Starer, Naomi Shemer, Jacob Gilboa, Yehuda Sharett, de musicoloog Michal Smoira-Cohn, de cellist Uzi Wiesel en de sopraan Hilde Zadek.
In 1969 werd Tal op advies van Boris Blacher lid van de Akademie der Künste in Berlijn. Tal was een begenadigd schrijver. Hij was vertegenwoordiger voor Israël in de International Society for Contemporary Music (ISCM).
Lang werkte hij als pianist en dirigent met verschillende orkesten, maar hij gaf de voorkeur aan het componeren en zijn nieuwe gebruik van sonoriteit in vocale, instrumentale en elektronische muziek. Zelfs in de jaren 90 van de vorige eeuw leidde hij een researchproject (Talmark) voor de ontwikkeling van een nieuw muzieknotatiesysteem in samenwerking met het Technion – Israel Institute of Technology en de VolkswagenStiftung. Tijdens deze jaren ging zijn gezichtsvermogen erg achteruit en het werd moeilijk voor hem verder te componeren.

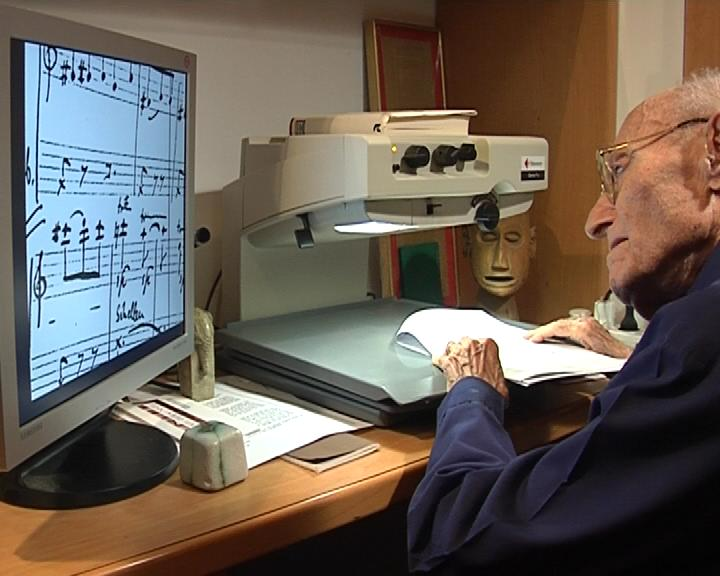
Josef Tal bij het bekijken van een partituur aan de computer-monitor (2006)

Met hulp van een computer-monitor kon hij het notatiesysteem vergroten en hij kon daarmee nog kleine werkjes voor een paar instrumenten componeren. Hij schreef verder zijn derde autobiografie en voltooide zijn visionaire analyse van toekomstige muziek. Alleen de geplande opera Ein friedlicher Ort over het traumata Rostock-Lichtenhagen (1992) bleef als gevolg van zijn sterk verminderd gezichtsvermogen een fragment.
Josef Tal ligt begraven in de kibboets Ma'ale HaHamisha in de buurt van Jeruzalem. Zijn archief wordt bewaard in de National Library of Israel in Jeruzalem en zijn werk werd gepubliceerd in het Israel Music Institute (IMI).

### Stijl
De toontaal van Tal wordt gekenmerkt door toenemende concentratie en reductie van compositorische middelen, die belangrijk tot de intensivering van het uitdrukkingskarakter bijdragen. Tals balanceren in het spanningsveld tussen het Oude Testament en moderne literatuur, symfonisch en elektronisch, weerspiegelt zich vooral in zijn belangrijke late werken.

## Composities

### Werken voor orkest

#### Symfonieën
- 1952 Symfonie nr. 1
  1. Largo - Vivace - Largo
  2. Lento - Vivace
  3. A Tempo
- 1960 Symfonie nr. 2
- 1978 Symfonie nr. 3
- 1985 Symfonie nr. 4 (Jubilee)
- 1990 Symfonie nr. 5
- 1991 Symfonie nr. 6

#### Concerten voor instrumenten en orkest
- 1945 Concerto nr. 1, voor piano en orkest

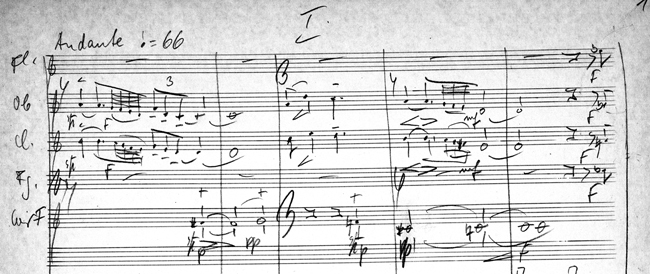
Het begin van het Concerto nr. 2, voor piano en orkest van Josef Tal uit 1953

- 1953 Concerto nr. 2, voor piano en orkest
- 1954 Concerto, voor altviool en orkest
- 1956 Concerto No. 3, voor tenor, piano en orkest - tekst: Eleazar Kalir
- 1960 Concerto, voor cello en strijkorkest
- 1969 Double Concerto, voor viool, cello en kamerorkest
- 1976 Concert, voor dwarsfluit en kamerorkest
- 1979 Double Concerto, voor twee piano's en orkest
- 1980 Concerto, voor klarinet en orkest

#### Andere werken voor orkest
- 1939 Prelude, voor dwarsfluit, fagot en kamerorkest
- 1950 Mar'ôt (Reflections), voor strijkorkest
- 1958 Festive Vision, voor orkest
- 1975 Shape, voor kamerorkest
- 1981-1986 Dance of the Events, voor orkest
- 1982 Imago, voor kamerorkest
- 1986 Symphonic Fanfare, voor orkest

### Oratoria en cantates
- 1955 Succot Cantata, cantate voor solisten, gemengd koor en orkest - tekst: Shacharit, Eleazar Kalir
- 1967 The Death of Moses, oratorium voor solisten, gemengd koor, orkest en elektronica - tekst: Yehuda Ya'ari
- 1968 Parade of the Fallen (Misdar Ha'Noflim), cantate voor solisten, gemengd koor en orkest - tekst: Haim Hefer
- 1978 Mit deiner ganzen Seele (With All Thy Soul), cantate voor solisten, eenstemmig knapenkoor, gemengd koor en orkest - tekst: I Makkabeeën (apocriefe boeken), Sefer Ha'Agada

### Muziektheater

#### Opera's
| Voltooid in | titel                                                                          | aktes              | première                                                   | libretto                        |
| ----------- | ------------------------------------------------------------------------------ | ------------------ | ---------------------------------------------------------- | ------------------------------- |
| 1958        | Amnon ve Tamar                                                                 | 1 akte             | 1960, Jeruzalem                                            | Recha Freier naar Samuel II, 13 |
| 1969        | Ashmedai                                                                       | 2 aktes, 16 scènes | 9 november 1971, Hamburg, Staatsopera                      | Israel Eliraz                   |
| 1972        | Massada 967 (gecomponeerd ter gelegenheid van het 25-jarig bestaan van Israël) | 15 scènes          | 17 juni 1973, Jeruzalem, tijdens het Israel Festival       | Israel Eliraz                   |
| 1975        | Die Versuchung                                                                 | 2 aktes            | 26 juli 1976, München, Nationaltheater                     | Israel Eliraz                   |
| 1983        | Der Turm                                                                       | 2 aktes, 12 scènes | 19 september 1987, Berlijn, tijdens de Berliner Festwochen | Hans Keller                     |
| 1987        | Der Garten                                                                     | 7 scènes           | 29 mei 1988, Hamburg, Staatsopera                          | Israel Eliraz                   |
| 1993        | Joseph                                                                         | 2 aktes            | 1995, Tel Aviv, Opera                                      | Israel Eliraz                   |

#### Toneelmuziek
- 1978/1982 Scene, monodrama voor sopraan of tenor - tekst: Franz Kafka "dagboeken"
- 1997 Schlichtheit, voor bariton - tekst: Jorge Luis Borges
- 2000 Sonett an Orfeus, voor bariton - tekst: Rainer Maria Rilke "Sonette XXIX"

### Werken voor koren
- 1936 On the Way, voor vier vrouwenstemmen - tekst: Rachel Bluwstein
- 1952 3 Songs on Yemenite Themes, voor gemengd koor - tekst: Song of Songs, Shalom Shabazi
- 1954 Aleinu Leshabe'ach, voor 3-stemmig vrouwenkoor, tenor en piano (of orgel) - tekst: Siddoer, Shalom Shabazi
- 1975 Death Came to the Wooden Horse Michael, voor solisten, gemengd koor en elektronica - tekst: Nathan Zach
- 1985 Dream of the Circles, voor bariton, gemengd koor en ensemble - tekst: Nachman of Breslov
- 1987 Touch a Place, voor solo zangstem en gemengd koor - tekst: Israel Eliraz
- 1993? God Full of Mercy, voor gemengd koor - tekst: Yehuda Amichai

### Vocale muziek
- 1936 Drei Lieder der Ruhe, voor sopraan en piano - tekst: Paul Verlaine, Georg Heym, Christian Morgenstern
- 1936/1950 Three Songs, voor sopraan en piano - tekst: Rachel Bluwstein
- 1946 Exodus I, symfonisch gedicht voor bariton en orkest
- 1950 Festive Prologue, voor spreker en 2 piano's - tekst: Rachel Bluwstein
- 1971 Song, voor bariton (of alt), dwarsfluit, hoorn, 2 tom-toms en piano - tekst: Heinrich Heine
- 1975 My Child, voor sopraan en klarinet - tekst: Natan Yonatan
- 1991 Wars Swept Through Here, voor bariton en ensemble - tekst: Israel Eliraz
- 1991 Bitter Line, voor bariton en ensemble - tekst: Israel Eliraz
- 1993 Mein blaues Klavier, voor mezzosopraan en piano - tekst: Else Lasker-Schüler

### Kamermuziek
- 1940 Thema und Variationen über Expressionen der Zeit, voor 2 piano's en slagwerk
- 1947 Lament, voor cello en harp
- 1949 Hora, voor cello en harp
- 1952 Sonata, voor hobo en piano
- 1952 Sonata, voor viool en piano
- 1953 Duo, voor twee dwarsfluiten
- 1954 Strijkkwartet nr. 1
- 1960 Sonata, voor altviool en piano
- 1963 Strijkkwartet nr. 2
- 1963 Duo, voor altviool en piano
- 1966 Blazerskwintet
- 1968 Fanfare, voor 3 trompetten en 3 trombones
- 1974 Trio, voor piano, viool en cello
- 1976 Strijkkwartet nr. 3
- 1980 Movement, voor tuba en piano
- 1982 Quartet, voor viool, altviool, cello en piano
- 1982 Chamber Music, voor sopraan-blokfluit, marimba en klavecimbel
- 1985 In Memoriam of a Dear Friend, voor cello (solo)
- 1989 Duo, voor trombone en harp
- 1992 Duo, voor hobo en althobo
- 1994 Quartet, voor tenorsaxofoon, viool, altviool en cello
- 2005 Good Night, voor twee blockfluiten

### Werken voor orgel
- 1983 Salva venia

### Werken voor piano
- 1931 Stukken, voor piano vierhandig
- 1936 Chaconne
- 1937 Drie stukken
- 1945 Cum mortuis in lingua mortua, zeven variaties voor piano op een thema van Modest Moessorgski
- 1946 Six Sonnets
- 1949 Sonata
- 1951 A Little Walk, voor piano vierhandig
- 1956 Vijf inventies
- 1962 Dodecafonische episodes
- 1975 Five Densities
- 1986 Essay I
- 1988 Essay II
- 1988 A Tale in Four Parts, voor piano vierhandig
- 1989 Essay III
- 2000 Essay V

### Werken voor harp
- 1959 Intrada
- 1962 Structure
- 1989 Dispute

### Elektronische muziek
- 1958 Exodus (II)
- 1964 Out of My Distress I Called on the Lord
- 1964 Concerto nr. 5, voor piano en elektronica
- 1964/1977 Concerto, voor klavecimbel en elektronica
- 1970 Concerto No. 6, voor piano en elektronica
- 1970 Variations
- 1971-1980 Concerto, voor harp en elektronica
- 1972 Frequencies 440-462
- 1990 Ranges of Energy

## Publicaties

### Muziektheorie
- Musica Nova im dritten Millennium, Israel Music Institute , 2002, Cat No. 1018G, ISBN 965-90565-0-8 (English)
- Introduction to the Theory of Musical Form (in Hebrew), Published by Merkaz Letarbut Vehasbara, 1951
- Basics of Music Theory (in Hebrew), Published by Benno Balan, 1944

### Autobiografieën
- Tonspur: Auf der Suche nach dem Klang des Lebens, Berlin: Henschel Verlag, 2005, 271 p., ISBN 978-3-89487-503-9
- Reminiscences, Reflection, Summaries (Retold in Hebrew by Ada Brodsky), Autobiografie - Jerusalem: Carmel, 1997, ISBN 965-407-162-2
- Der Sohn des Rabbiners: Ein Weg von Berlin nach Jerusalem, Berlin: Quadriga Verlag, 1985, 300 p., ISBN 978-3-88679-123-1

### Essays en geschriften
- The Impact of the Era on the Interrelation Between Composer, Performer and Listener. Music in Time - A Publication of the Jerusalem Rubin Academy of Music and Dance (1983-1984), pp 23–27
- Rationale und Sensitive Komponenten des "Verstehens", in Musik und Verstehen - Aufsätze zur semiotischen Theorie, Ästhetik und Soziologie der musikalischen Rezeption, Arno Volk Verlag (197?), pp 306–313
- Musik auf Wanderung - Querschnitte zwischen Gestern und Morgen in Berliner Lektionen, (1992) Bertelsmann, pp 79–90
- Wagner und die Folgen in der Musik des 20. Jahrhunderts, (1983) Universität Bayreuth, Sonderdruck aus Jahresbericht des Präsidenten, pp 167–181
- Der Weg einer Oper, Wissenschftskolleg Jahrbuch 1982/83, Siedler Verlag, pp 355–356
- Gedanken zur Oper Ashmedai, in: Ariel - Berichte zur Kunst und Bildung in Israel, No. 15, (1972), pp 89–91
- Music, Hieroglyphics and Technical Lingo in The World of Music, Vol. XIII, No.1/1971 B. Schott's Söhne, Mainz, pp 18–28
- Ein Mensch-zu-Mensch-Erlebnis im Wissenschaftskolleg Berlin (1994) in Axel von dem Bussche, Hase&Koehler Verlag, pp 125–131 ISBN 3-7758-1311-X

## Onderscheidingen en prijzen
- 1949, 1958, 1977 - Stad Tel Aviv Engel Prijs
- 1957/1958 - UNESCO studiebeurs voor de studie van elektronische muziek
- 1970 Prijs van de staat Israël
- 1975 Berliner Kunstpreis
- 1981 Foreign Honorary Membership of the American Academy and Institute of Arts and Letters "in recognition of creative achievement in the arts"
- 1982/1983 Fellow aan het Wissenschaftskolleg zu Berlin
- 1982 Wolfprijs (Israël)
- 1985 Orde van Verdienste van de Bondsrepubliek Duitsland I Klasse
- 1985 Orde van Kunst en Letteren[7]
- 1993 Doctor Philosophiae Honoris Causa van de Universiteit van Tel Aviv
- 1995 Johann-Wenzel-Stamitz-Förderungspreis der Künstlergilde (Duitsland)
- 1995 ACUM prijs (Societe D'auteurs, Compositeurs et Editeurs de Musique en Israel)
- 1995 Yakir Yerushalayim award (van de stad Jeruzalem)
- 1996 Doctor Philosophiae Honoris Causa van de Hochschule für Musik und Theater Hamburg
- 1998 Doctor Philosophiae Honoris Causa van de Hebreeuwse Universiteit van Jeruzalem